# Nicolas Maurice-Belay
Pour les articles homonymes, voir Nicolas Maurice, Maurice et Belay.
Nicolas Maurice-Belay, né le 19 avril 1985 à Sucy-en-Brie, est un ancien footballeur français qui évoluait au poste de milieu de terrain.

## Biographie
Né en 1985 à Sucy-en-Brie, de parents martiniquais, il grandit en région parisienne. Il commence le football à l'âge de six ans et prend sa première licence à l'US Créteil.
Buteur prometteur, il est repéré par les recruteurs de l'AS Monaco à 12 ans. Après quelques sélections pour son département, il part en préformation à l'INF Clairefontaine pour trois ans où il devient champion de France en 2001 après une saison d'invincibilité et remporte le championnat de France des moins de 15 ans 2000-2001 face à l'AS Saint-Étienne. Il rejoint le centre de formation de l'AS Monaco et signe son premier contrat pro en 2005. Le 6 août 2005, il joue son premier match en Ligue 1 face à l'AJ Auxerre.
Lors de la saison 2006-2007 il est prêté au CS Sedan. Le 22 juillet 2007 il est finalement transféré au FC Sochaux pour 1,8M€ où il signe un contrat de trois ans.
Le 4 août 2007, il joue son premier match officiel avec Sochaux face au PSG. Le 16 février 2008, il ouvre son compteur de but avec les lionceaux face à Caen.
À l'issue de la saison 2010-2011, il est l'un des éléments clés du dispositif de Francis Gillot lors de la bonne saison de Sochaux en Ligue 1 qui emmènera le club franc-comtois en Europa Ligue. 
En fin de contrat au FC Sochaux, Nicolas Maurice-Belay s'engage pour trois ans avec les Girondins de Bordeaux le 24 juin 2011. Le milieu de terrain de 26 ans était également convoité par le TFC.
Il fait sa première apparition sous les couleurs des Girondins de Bordeaux face à Toulouse lors d'un match amical. Le 30 juillet, il inscrit son premier but sous les couleurs bordelaises lors d'un match amical contre Montpellier.
Le 8 août 2011, il joue son premier match officiel avec les Girondins de Bordeaux face à l'AS Saint-Étienne lors d'une défaite 2 à 1. Malgré le mauvais début de saison des Girondins, il réalise de bons débuts et s'affirme comme un joueur clé pour sa nouvelle équipe.
Le 14 janvier 2012, il marque son premier but officiel avec Bordeaux lors de la victoire 2 buts à 1 contre Valenciennes. Le 12 février 2012, il réalise le premier doublé de sa carrière en Ligue 1 face à Lille. 
Cette première saison chez les Girondins de Bordeaux sera la plus prolifique de sa carrière, il inscrira un total de quatre buts. 
Malgré une saison 2012-2013 moyenne, il remporte le premier trophée de sa carrière avec Bordeaux, en finale de Coupe de France, le club bat Évian TG 3-2. Maurice-Belay sera l’auteur d'une magnifique passe décisive en extérieur du pied pour Cheick Diabaté qui donnera le but victorieux à la 89e minute.
Après six saisons passées au club, Maurice-Belay n'est pas prolongé à la fin de la saison 2016-2017 par les Girondins de Bordeaux. En janvier 2019 le fils du président du club de Bergerac (National 2) apprend en jouant au célèbre jeu Football Manager que le joueur est libre il en informe donc son père qui signera l’ancien Bordelais le 31 janvier.
Le 30 octobre 2019, à l'occasion du tirage au sort du septième tour de la Coupe de France, il annonce officiellement la fin de sa carrière.

## Caractéristique technique
Joueur à vocation offensive, il peut jouer en tant que milieu voir attaquant. Souvent préféré au poste d'ailier gauche par son entraineur Francis Gillot, sa particularité réside dans son jeu au pied. Il se distingue notamment par ses dribbles très efficaces. Avec Bordeaux, il a réussi 79 dribbles en Ligue 1 pour sa première saison. C'est plus que Gervinho (73), mais beaucoup moins qu'Eden Hazard (101). La saison suivante, il comptabilisera 83 dribbles et se placera à nouveau second derrière Eden Hazard (112). Maurice-Belay est considéré comme l'un des meilleurs dribbleurs du championnat de France.

## Palmarès
- Champion de France des moins de 15 ans avec l'INF Clairefontaine
- Vainqueur de la 34e édition du Festival International Espoirs de Toulon et du Var avec l'équipe de France Espoirs
- Vainqueur de la Coupe de France en 2013 avec le FC Girondins de Bordeaux

## Statistiques
| Saison                | Club                     | Championnat           | Championnat | Championnat | Coupe nationale | Coupe nationale | Coupe de la Ligue | Coupe de la Ligue | Compétition(s) continentale(s) | Compétition(s) continentale(s) | Compétition(s) continentale(s) | Total | Total |
| Saison                | Club                     | Division              | M.          | B.          | M.              | B.              | M.                | B.                | Comp.                          | M.                             | B.                             | M.    | B.    |
| 2005-2006             | AS Monaco                | Ligue 1               | 15          | 0           | -               | -               | 3                 | 0                 | C3                             | 4                              | 0                              | 22    | 0     |
| 2006-2007             | CS Sedan (prêt)          | Ligue 1               | 30          | 0           | -               | -               | 1                 | 0                 | -                              | -                              | -                              | 31    | 0     |
| Sous-total            | Sous-total               | Sous-total            | 45          | 0           | -               | -               | 4                 | 0                 | -                              | 4                              | 0                              | 53    | 0     |
| 2007-2008             | FC Sochaux               | Ligue 1               | 25          | 1           | 2               | 0               | 1                 | 0                 | -                              | -                              | -                              | 28    | 1     |
| 2008-2009             | FC Sochaux               | Ligue 1               | 22          | 0           | -               | -               | 1                 | 0                 | -                              | -                              | -                              | 23    | 0     |
| 2009-2010             | FC Sochaux               | Ligue 1               | 37          | 0           | 4               | 0               | 1                 | 0                 | -                              | -                              | -                              | 42    | 0     |
| 2010-2011             | FC Sochaux               | Ligue 1               | 37          | 3           | 2               | 0               | 1                 | 0                 | -                              | -                              | -                              | 40    | 3     |
| Sous-total            | Sous-total               | Sous-total            | 121         | 4           | 8               | 0               | 4                 | 0                 | -                              | -                              | -                              | 133   | 4     |
| 2011-2012             | FC Girondins de Bordeaux | Ligue 1               | 35          | 4           | 3               | 0               | 1                 | 0                 | -                              | -                              | -                              | 39    | 4     |
| 2012-2013             | FC Girondins de Bordeaux | Ligue 1               | 29          | 0           | 5               | 0               | 1                 | 0                 | C3                             | 9                              | 0                              | 44    | 0     |
| 2013-2014             | FC Girondins de Bordeaux | Ligue 1               | 34          | 3           | 3               | 0               | 2                 | 0                 | C3                             | 4                              | 0                              | 43    | 3     |
| 2014-2015             | FC Girondins de Bordeaux | Ligue 1               | 32          | 2           | 1               | 0               | 1                 | 0                 | -                              | -                              | -                              | 34    | 2     |
| 2015-2016             | FC Girondins de Bordeaux | Ligue 1               | 18          | 1           | -               | -               | 1                 | 0                 | C3                             | 8                              | 1                              | 27    | 2     |
| Sous-total            | Sous-total               | Sous-total            | 148         | 10          | 12              | 0               | 6                 | 0                 | -                              | 21                             | 1                              | 187   | 11    |
| Total sur la carrière | Total sur la carrière    | Total sur la carrière | 314         | 14          | 20              | 0               | 14                | 0                 | -                              | 25                             | 1                              | 373   | 15    |